# Gunung Hudah (berg i Indonesien, lat 4,82, long 96,18)
Gunung Hudah är ett berg i Indonesien.   Det ligger i provinsen Aceh, i den västra delen av landet, 1 700 km nordväst om huvudstaden Jakarta. Toppen på Gunung Hudah är 1 340 meter över havet.
Terrängen runt Gunung Hudah är huvudsakligen lite bergig.Runt Gunung Hudah är det mycket glesbefolkat, med 2 invånare per kvadratkilometer. I omgivningarna runt Gunung Hudah växer i huvudsak städsegrön lövskog.